# Emmanuel Adetoyese Badejo

Emmanuel Adetoyese Badejo, 2020

Wappen von Emmanuel Adetoyese Badejo

Emmanuel Adetoyese Badejo (* 13. Juli 1961 in Funtua, Nigeria) ist ein nigerianischer Geistlicher und römisch-katholischer Bischof von Oyo.

## Leben
Emmanuel Adetoyese Badejo empfing am 4. Januar 1986 das Sakrament der Priesterweihe für das Bistum Oyo. Am 3. März 1995 wurde Emmanuel Adetoyese Badejo in den Klerus des Bistums Osogbo inkardiniert.
Am 14. August 2007 ernannte ihn Papst Benedikt XVI. zum Koadjutorbischof von Oyo. Der Bischof von Oyo, Julius Babatunde Adelakun, spendete ihm am 20. Oktober desselben Jahres die Bischofsweihe; Mitkonsekratoren waren der Bischof von Ekiti, Michael Patrick Olatunji Fagun, und der Bischof von Osogbo, Gabriel ’Leke Abegunrin. Am 4. November 2009 wurde Emmanuel Adetoyese Badejo in Nachfolge von Julius Babatunde Adelakun, der aus Altersgründen zurücktrat, Bischof von Oyo.
Am 2. Dezember 2021 ernannte ihn Papst Franziskus zum Mitglied des Dikasteriums für die Kommunikation.